# Thomas Cijan
Thomas Cijan (* 29. Dezember 1960 in Klagenfurt am Wörthersee) ist ein ehemaliger österreichischer Eishockeyspieler.

## Leben
Er verbrachte fast seine komplette aktive Karriere beim österreichischen Rekordmeister EC KAC. Nach ein paar Jahren in der Kampfmannschaft wurde er auch Kapitän, in welcher Position er knapp zehn Jahre blieb. In dieser Zeit avancierte er zu einem der erfolgreichsten und bekanntesten Spielern des Vereins und gilt bis heute als eine der Ikonen des KAC.
Für Österreich nahm er an den Eishockey-Weltmeisterschaft 1987, 1990 und 1991 teil. Nachdem er 1997 seine Karriere als aktiver Spieler beendet hatte, gründete er eine Spielervermittlungsagentur, in welcher er bis heute arbeitet.
Thomas Cijan ist der Vater des Nationalspielers Alexander Cijan.

## Erfolge und Auszeichnungen
- Neunfacher Österreichischer Meister mit dem EC KAC 1976, 1977, 1979, 1980, 1985, 1986, 1987, 1988 und 1991
- Kärntner Eishockey Superstar des Jahres 1983
- Aufstieg in die A-Gruppe bei der Junioren B-Weltmeisterschaft 1980
- All-Star-Team der Österreichischen Eishockeyliga 1986/87

## Karrierestatistik
(Legende zur Spielerstatistik: Sp oder GP = absolvierte Spiele; T oder G = erzielte Tore; V oder A = erzielte Assists; Pkt oder Pts = erzielte Scorerpunkte; SM oder PIM = erhaltene Strafminuten; +/− = Plus/Minus-Bilanz; PP = erzielte Überzahltore; SH = erzielte Unterzahltore; GW = erzielte Siegtore; 1 Play-downs/Relegation; Kursiv: Statistik nicht vollständig)